# AZ (rappare)
Anthony Cruz, född 9 mars 1972 i Brooklyn i New York, mer känd under artistnamnet AZ, är en amerikansk rappare. AZ är mest känd för sitt långa samarbete med rapparen Nas. Han var medlem i hiphopgruppen The Firm tillsammans med Nas och Foxy Brown.
AZ första framträdande var genom att uppträda på Nas album Illmatic på låten "Life's a Bitch" (1994). Han släppte Doe or Die (1995). Albumets singel, Sugar Hill, blev AZ enda stora kommersiella framgångar som solo-artist och nådde topp 25 på Billboard Hot 100.  Senare släpptes 9 lives. Under 2002 släppte han Aziatic. Singeln från albumet, "The Essence", var nominerad till 2003 års Grammy Awards för bästa rap.
A.W.O.L släpptes i slutet av 2005. Han har gjort ytterligare två album The Format (2006) och hans senaste album Undeniable släpptes den 1 april (2008).